# Isotopes du radon
Le radon (Rn, numéro atomique 86) possède 35 isotopes connus, tous radioactifs. Le plus stable d'entre eux est le radon 222 avec une demi-vie de 3,823 jours, il représente la quasi-totalité du radon naturel. Plusieurs isotopes sont présents à l'état de trace dans la nature car faisant partie des principales chaînes de désintégration.

## Isotopes notables

### Radon 218
Le radon 218 fait partie d'une voie très minoritaire de la chaîne de désintégration de l'uranium 238 (désintégration β− de l'astate 218 à 0,1 % de probabilité, lui-même issu de la désintégration β− du polonium 218 à 0,02 %). Il a une demi-vie de 35 ms, il n'existe donc qu'à l'état de traces infimes dans la nature.

### Radon 219
Le radon 219 était historiquement appelé actinon (noté An), ou parfois émanation d'actinium, en raison de sa présence comme descendant de l'actinium dans la chaîne de désintégration de l'uranium 235. Sa demi-vie d'à peine 4 s explique qu'il ait été nommé d'après son dernier ancêtre à longue demi-vie, plus facile à isoler.
{\displaystyle \mathrm {{}_{\ 92}^{235}U{\xrightarrow[{7,038\times 10^{8}\ a}]{\alpha }}{}_{\ 90}^{231}Th{\xrightarrow[{25,52\ h}]{\beta ^{-}\ }}{}_{\ 91}^{231}Pa{\xrightarrow[{3,276\times 10^{4}\ a}]{\alpha }}{}_{\ 89}^{227}Ac{\xrightarrow[{21,773\ a}]{\beta ^{-}\ }}{}_{\ 90}^{227}Th{\xrightarrow[{18,718\ j}]{\alpha }}{}_{\ 88}^{223}Ra{\xrightarrow[{11,434\ j}]{\alpha }}{}_{\ 86}^{219}Rn} }

### Radon 220
Historiquement appelé thoron ou émanation de thorium (et parfois noté en conséquence Tn) en raison de sa présence dans la chaîne de désintégration du 232Th, le radon 220 a une demi-vie de 55 s.
{\displaystyle \mathrm {{}_{\ 90}^{232}Th{\xrightarrow[{1,41\times 10^{10}\ ans}]{\alpha }}{}_{\ 88}^{228}Ra{\xrightarrow[{5,75\ ans}]{\beta ^{-}\ }}{}_{\ 89}^{228}Ac{\xrightarrow[{6,13\ h}]{\beta ^{-}\ }}{}_{\ 90}^{228}Th{\xrightarrow[{1,91\ ans}]{\alpha }}{}_{\ 88}^{224}Ra{\xrightarrow[{3,62\ jours}]{\alpha }}{}_{\ 86}^{220}Rn} }
Son descendant de plus longue période, le plomb 212, a une demi-vie de 10,6 h, toute contamination par le radon 220 est donc éliminée par décroissance en une semaine.

### Radon 222
Le radon 222 fait partie de la chaîne de désintégration de l'uranium 238. Entre la relative abondance de l'uranium 238 et la demi-vie du radon 222 (3,8 jours), considérablement plus longue que les demi-vies des autres isotopes naturels, il représente la quasi-totalité du radon naturel.
{\displaystyle \mathrm {{}_{\ 92}^{238}U{\xrightarrow[{4,468\times 10^{9}\ a}]{\alpha }}{}_{\ 90}^{234}Th{\xrightarrow[{24,1\ j}]{\beta ^{-}\ }}{}_{\ 91}^{234m}Pa{\xrightarrow[{1,17\ min}]{\beta ^{-}\ }}{}_{\ 92}^{234}U{\xrightarrow[{2,445\times 10^{5}\ a}]{\alpha }}{}_{\ 90}^{230}Th{\xrightarrow[{7,7\times 10^{4}\ a}]{\alpha }}{}_{\ 88}^{226}Ra{\xrightarrow[{1600\ a}]{\alpha }}{}_{\ 86}^{222}Rn} }
Il a plusieurs désignations historiques : émanation de radium (il en est l'isotope-fils), émanon, émanation, ou niton (de symbole Nt). Ce dernier nom lui vient de William Ramsay et Robert Whytlaw-Gray, il est issu du latin nitens qui signifie « brillant », en raison de sa radioluminescence. Le nom a été proposé en 1910 lorsqu'ils ont isolé cet élément, mais l'IUPAC lui préfère la dénomination radon en 1923. Le  nom de cet isotope reste celui de l'élément.

## Table des isotopes
| Symbole de l'isotope | Z (p)                | N (n)                | masse isotopique     | Demi-vie                   | Mode(s) de désintégration, | Isotope(s) fils | Spin nucléaire |
| Symbole de l'isotope | Énergie d'excitation | Énergie d'excitation | Énergie d'excitation | Demi-vie                   | Mode(s) de désintégration, | Isotope(s) fils | Spin nucléaire |
| -------------------- | -------------------- | -------------------- | -------------------- | -------------------------- | -------------------------- | --------------- | -------------- |
| 195Rn                | 86                   | 109                  | 195,00544(5)         | 6 ms                       |                            |                 | 3/2-#          |
| 195mRn               | 50(50) keV           | 50(50) keV           | 50(50) keV           | 6 ms                       |                            |                 | 13/2+#         |
| 196Rn                | 86                   | 110                  | 196,002115(16)       | 4,7(11) ms [4,4(+13-9) ms] | α                          | 192Po           | 0+             |
| 196Rn                | 86                   | 110                  | 196,002115(16)       | 4,7(11) ms [4,4(+13-9) ms] | β+ (rare)                  | 196At           | 0+             |
| 197Rn                | 86                   | 111                  | 197,00158(7)         | 66(16) ms [65(+25-14) ms]  | α                          | 193Po           | 3/2-#          |
| 197Rn                | 86                   | 111                  | 197,00158(7)         | 66(16) ms [65(+25-14) ms]  | β+ (rare)                  | 197At           | 3/2-#          |
| 197mRn               | 200(60)# keV         | 200(60)# keV         | 200(60)# keV         | 21(5) ms [19(+8-4) ms]     | α                          | 193Po           | (13/2+)        |
| 197mRn               | 200(60)# keV         | 200(60)# keV         | 200(60)# keV         | 21(5) ms [19(+8-4) ms]     | β+ (rare)                  | 197At           | (13/2+)        |
| 198Rn                | 86                   | 112                  | 197,998679(14)       | 65(3) ms                   | α (99 %)                   | 194Po           | 0+             |
| 198Rn                | 86                   | 112                  | 197,998679(14)       | 65(3) ms                   | β+ (1 %)                   | 198At           | 0+             |
| 199Rn                | 86                   | 113                  | 198,99837(7)         | 620(30) ms                 | α (94 %)                   | 195Po           | 3/2-#          |
| 199Rn                | 86                   | 113                  | 198,99837(7)         | 620(30) ms                 | β+ (6 %)                   | 199At           | 3/2-#          |
| 199mRn               | 180(70) keV          | 180(70) keV          | 180(70) keV          | 320(20) ms                 | α (97 %)                   | 195Po           | 13/2+#         |
| 199mRn               | 180(70) keV          | 180(70) keV          | 180(70) keV          | 320(20) ms                 | β+ (3 %)                   | 199At           | 13/2+#         |
| 200Rn                | 86                   | 114                  | 199,995699(14)       | 0,96(3) s                  | α (98 %)                   | 196Po           | 0+             |
| 200Rn                | 86                   | 114                  | 199,995699(14)       | 0,96(3) s                  | β+ (2 %)                   | 200At           | 0+             |
| 201Rn                | 86                   | 115                  | 200,99563(8)         | 7,0(4) s                   | α (80 %)                   | 197Po           | (3/2-)         |
| 201Rn                | 86                   | 115                  | 200,99563(8)         | 7,0(4) s                   | β+ (20 %)                  | 201At           | (3/2-)         |
| 201mRn               | 280(90)# keV         | 280(90)# keV         | 280(90)# keV         | 3,8(1) s                   | α (90 %)                   | 197Po           | (13/2+)        |
| 201mRn               | 280(90)# keV         | 280(90)# keV         | 280(90)# keV         | 3,8(1) s                   | β+ (10 %)                  | 201At           | (13/2+)        |
| 201mRn               | 280(90)# keV         | 280(90)# keV         | 280(90)# keV         | 3,8(1) s                   | TI (< 1 %)                 | 201Rn           | (13/2+)        |
| 202Rn                | 86                   | 116                  | 201,993263(19)       | 9,94(18) s                 | α (85 %)                   | 198Po           | 0+             |
| 202Rn                | 86                   | 116                  | 201,993263(19)       | 9,94(18) s                 | β+ (15 %)                  | 202At           | 0+             |
| 203Rn                | 86                   | 117                  | 202,993387(25)       | 44,2(16) s                 | α (66 %)                   | 199Po           | (3/2-)         |
| 203Rn                | 86                   | 117                  | 202,993387(25)       | 44,2(16) s                 | β+ (34 %)                  | 203At           | (3/2-)         |
| 203mRn               | 363(4) keV           | 363(4) keV           | 363(4) keV           | 26,7(5) s                  | α (80 %)                   | 199Po           | 13/2(+)        |
| 203mRn               | 363(4) keV           | 363(4) keV           | 363(4) keV           | 26,7(5) s                  | β+ (20 %)                  | 203At           | 13/2(+)        |
| 204Rn                | 86                   | 118                  | 203,991429(16)       | 1,17(18) min               | α (73 %)                   | 200Po           | 0+             |
| 204Rn                | 86                   | 118                  | 203,991429(16)       | 1,17(18) min               | β+ (27 %)                  | 204At           | 0+             |
| 205Rn                | 86                   | 119                  | 204,99172(5)         | 170(4) s                   | β+ (77 %)                  | 205At           | 5/2-           |
| 205Rn                | 86                   | 119                  | 204,99172(5)         | 170(4) s                   | α (23 %)                   | 201Po           | 5/2-           |
| 206Rn                | 86                   | 120                  | 205,990214(16)       | 5,67(17) min               | α (62 %)                   | 202Po           | 0+             |
| 206Rn                | 86                   | 120                  | 205,990214(16)       | 5,67(17) min               | β+ (38 %)                  | 206At           | 0+             |
| 207Rn                | 86                   | 121                  | 206,990734(28)       | 9,25(17) min               | β+ (79 %)                  | 207At           | 5/2-           |
| 207Rn                | 86                   | 121                  | 206,990734(28)       | 9,25(17) min               | α (21 %)                   | 203Po           | 5/2-           |
| 207mRn               | 899,0(10) keV        | 899,0(10) keV        | 899,0(10) keV        | 181(18) µs                 |                            |                 | (13/2+)        |
| 208Rn                | 86                   | 122                  | 207,989642(12)       | 24,35(14) min              | α (62 %)                   | 204Po           | 0+             |
| 208Rn                | 86                   | 122                  | 207,989642(12)       | 24,35(14) min              | β+ (38 %)                  | 208At           | 0+             |
| 209Rn                | 86                   | 123                  | 208,990415(21)       | 28,5(10) min               | β+ (83 %)                  | 209At           | 5/2-           |
| 209Rn                | 86                   | 123                  | 208,990415(21)       | 28,5(10) min               | α (17 %)                   | 205Po           | 5/2-           |
| 209m1Rn              | 1173,98(13) keV      | 1173,98(13) keV      | 1173,98(13) keV      | 13,4(13) µs                |                            |                 | 13/2+          |
| 209m2Rn              | 3636,78(23) keV      | 3636,78(23) keV      | 3636,78(23) keV      | 3,0(3) µs                  |                            |                 | (35/2+)        |
| 210Rn                | 86                   | 124                  | 209,989696(9)        | 2,4(1) h                   | α (96 %)                   | 206Po           | 0+             |
| 210Rn                | 86                   | 124                  | 209,989696(9)        | 2,4(1) h                   | β+ (4 %)                   | 210At           | 0+             |
| 210m1Rn              | 1690(15) keV         | 1690(15) keV         | 1690(15) keV         | 644(40) ns                 |                            |                 | 8+#            |
| 210m2Rn              | 3837(15) keV         | 3837(15) keV         | 3837(15) keV         | 1,06(5) µs                 |                            |                 | (17)-          |
| 210m3Rn              | 6493(15) keV         | 6493(15) keV         | 6493(15) keV         | 1,04(7) µs                 |                            |                 | (22)+          |
| 211Rn                | 86                   | 125                  | 210,990601(7)        | 14,6(2) h                  | α (72,6 %)                 | 207Po           | 1/2-           |
| 211Rn                | 86                   | 125                  | 210,990601(7)        | 14,6(2) h                  | β+ (27,4 %)                | 211At           | 1/2-           |
| 212Rn                | 86                   | 126                  | 211,990704(3)        | 23,9(12) min               | α                          | 208Po           | 0+             |
| 212Rn                | 86                   | 126                  | 211,990704(3)        | 23,9(12) min               | β+β+ (rare)                | 212Po           | 0+             |
| 213Rn                | 86                   | 127                  | 212,993883(6)        | 19,5(1) ms                 | α                          | 209Po           | (9/2+)         |
| 214Rn                | 86                   | 128                  | 213,995363(10)       | 0,27(2) µs                 | α                          | 210Po           | 0+             |
| 214Rn                | 86                   | 128                  | 213,995363(10)       | 0,27(2) µs                 | β+β+ (rare)                | 214Po           | 0+             |
| 214mRn               | 4595,4 keV           | 4595,4 keV           | 4595,4 keV           | 245(30) ns                 |                            |                 | (22+)          |
| 215Rn                | 86                   | 129                  | 214,998745(8)        | 2,30(10) µs                | α                          | 211Po           | 9/2+           |
| 216Rn                | 86                   | 130                  | 216,000274(8)        | 45(5) µs                   | α                          | 212Po           | 0+             |
| 217Rn                | 86                   | 131                  | 217,003928(5)        | 0,54(5) ms                 | α                          | 213Po           | 9/2+           |
| 218Rn                | 86                   | 132                  | 218,0056013(25)      | 35(5) ms                   | α                          | 214Po           | 0+             |
| 219Rn                | 86                   | 133                  | 219,0094802(27)      | 3,96(1) s                  | α                          | 215Po           | 5/2+           |
| 220Rn                | 86                   | 134                  | 220,0113940(24)      | 55,6(1) s                  | α                          | 216Po           | 0+             |
| 220Rn                | 86                   | 134                  | 220,0113940(24)      | 55,6(1) s                  | β−, β− (rare)              | 220Ra           | 0+             |
| 221Rn                | 86                   | 135                  | 221,015537(6)        | 25,7(5) min                | β− (78 %)                  | 221Fr           | 7/2(+)         |
| 221Rn                | 86                   | 135                  | 221,015537(6)        | 25,7(5) min                | α (22 %)                   | 217Po           | 7/2(+)         |
| 222Rn                | 86                   | 136                  | 222,0175777(25)      | 3,8235(3) j                | α                          | 218Po           | 0+             |
| 223Rn                | 86                   | 137                  | 223,02179(32)#       | 24,3(4) min                | β−                         | 223Fr           | 7/2            |
| 224Rn                | 86                   | 138                  | 224,02409(32)#       | 107(3) min                 | β−                         | 224Fr           | 0+             |
| 225Rn                | 86                   | 139                  | 225,02844(32)#       | 4,66(4) min                | β−                         | 225Fr           | 7/2-           |
| 226Rn                | 86                   | 140                  | 226,03089(43)#       | 7,4(1) min                 | β−                         | 226Fr           | 0+             |
| 227Rn                | 86                   | 141                  | 227,03541(45)#       | 20,8(7) s                  | β−                         | 227Fr           | 5/2(+#)        |
| 228Rn                | 86                   | 142                  | 228,03799(44)#       | 65(2) s                    | β−                         | 228Fr           | 0+             |
| 229Rn                | 86                   | 143                  | 229,0426536(141)     | 12 s                       |                            |                 |                |

1. ↑  Abréviation :
TI : transition isomérique.

### Remarques
- Les valeurs marquées # ne sont pas purement dérivées des données expérimentales, mais aussi au moins en partie à partir des tendances systématiques. Les spins avec des arguments d'affectation faibles sont entre parenthèses.
- Les incertitudes sont données de façon concise entre parenthèses après la décimale correspondante. Les valeurs d'incertitude dénotent un écart-type, à l'exception de la composition isotopique et de la masse atomique standard de l'IUPAC qui utilisent des incertitudes élargies.